# 唐自头镇
唐自头镇，是中华人民共和国河北省唐山市玉田县下辖的一个乡镇级行政单位。

## 行政区划
唐自头镇下辖以下地区：
唐自头村、小陵村、杨元帅营村、大山王庄村、石岭口村、三乐台村、山王庄村、团城村、燕山口村和仲家山村。